# Fulvetta vinipectus
La fulveta cejiblanca (Fulvetta vinipectus) es una especie de ave paseriforme de la familia Sylviidae propia de las montañas de Asia. Al igual que otras fulvetas, antes era incluida en la familia Timaliidae género Alcippe.

## Distribución y hábitat
Su área de distribución se extiende por el Himalaya y zonas montañosas del sudeste asiático, distribuida por Birmania, Bután, el norte de la India, Nepal, Tailandia y Vietnam. Su hábitat natural son los bosques templados.